# Medusandra richardsiana
Espèce
Statut de conservation UICN

 VU A3c : Vulnérable
Medusandra richardsiana Brenan est une espèce de plantes de la famille des Peridiscaceae et du genre Medusandra, endémique du Cameroun.

## Description
Medusandra richardsiana est un arbre de sous-bois, localement abondant. L'inflorescence est visible à cause des longs staminodes blancs. Les fruits sont d'abord blancs avec un calice persistant vert, devenant brun à sec.

## Classification
Cette espèce a été décrite en 1952 par le botaniste britannique Brenan. L'épithète spécifique richardsiana signifie « de Richard » en hommage à son compatriote Paul Westmacott Richards (1908-1995), pionnier des recherches écologiques sur les forêts tropicales humides.
C'est l'espèce type du genre Medusandra. Ce genre est assigné en classification classique de Cronquist (1981) à la famille monotypique des Medusandraceae. Par la suite, il est déplacé dans la famille des Peridiscaceae en classification phylogénétique APG II (2003) et classification phylogénétique APG III (2009).

## Distribution
Endémique du Cameroun, où elle est commune, elle a été observée sur un grand nombre de sites dans la Région du Sud-Ouest, notamment sur les monts Bakossi.

## Statut de conservation
L'Union internationale pour la conservation de la nature (UICN) considère cette espèce comme faiblement menacée. Inscrite sur la liste rouge avec un risque faible en 1998, elle est passée au niveau vulnérable en 2004.